# Gmina Pleasant Valley (hrabstwo Cerro Gordo)

Położenie Gminy Pleasant Valley w hrabstwie Cerro Gordo

Gmina Pleasant Valley (ang. Pleasant Valley Township) – gmina w USA, w stanie Iowa, w hrabstwie Cerro Gordo. Według danych z 2000 roku gmina miała 494 mieszkańców, a jej powierzchnia wynosi 93,1 km².